# Örök nyertesek
Örök nyertesek (Mów mi Rockefeller) 1990-ben bemutatott lengyel ifjúsági film, amelyet Waldemar Szarek rendezett. Magyarországon az HBO vetítette 1999-ben, szinkronnal.

## Cselekmény
|  | Alább a cselekmény részletei következnek! |

Malinowski úr és neje külföldre mennek dolgozni és keresnek valakit arra az időre, hogy a gyerekekre felügyeljen. Miután sikerül találniuk egy nőt, a neki küldött táviratot megszerzi két betörő. Egyikük bébiszitterként behatol a lakásukba, a gyerekek távollétében több értéket is eltulajdonítanak. A három gyerek ekkor úgy dönt, hogy saját maguk próbálnak meg pénzt keresni és pótolni az eltűnt dolgokat. Különféle ötletekkel állnak elő a pénzszerzéssel kapcsolatban, próbálkozásaikat siker koronázza, és mire a szülők visszatérnek, a lakásukat meglepően jól felszerelt állapotban találják.
|  | Itt a vége a cselekmény részletezésének! |

## Szereposztás
- Kamil Gewartowski (Bartek 'Baczek' Malinowski)
- Malgorzata Markiewicz (Aneta Malinowska)
- Artur Pontek (Michal 'Misio' Malinowski)
- Grzegorz Herominski (Dozorca Leon Jedrys)
- Magdalena Zawadzka (Malinowska, az anya)
- Marek Barbasiewicz (Malinowski, az apa)
- Tadeusz Horvath (Slon, Aneta barátja)
- Anna Majcher (Jagoda, Anna Goclawska)
- Krystyna Tkacz (Iskolaigazgató)
- Wojciech Malajkat (Ludwik Prajski, kémiatanár)
- Marcin Tronski (tornatanár)
- Maria Wadecka (zenetanár)